# کن جونز (بازیکن فوتبال، زاده ۱۹۳۶)
کن جونز (انگلیسی: Ken Jones; ۲ ژانویهٔ ۱۹۳۶ – ۱۸ ژانویهٔ ۲۰۱۳) بازیکن فوتبال اهل ولز بود.
از باشگاه‌هایی که در آن بازی کرده‌است می‌توان به باشگاه فوتبال یئوویل تاون، باشگاه فوتبال کاردیف سیتی، باشگاه فوتبال اکستر سیتی، باشگاه فوتبال چارلتون اتلتیک، و باشگاه فوتبال اسکانتورپ یونایتد اشاره کرد.